# The Earthquake Blend
The Earthquake Blend – tytuł serii zdjęć kalifornijskiego artysty fotografa Shawna Clovera. Składa się z ona z dwóch części, a przedstawia kolorowo-czarno-białe fotomontażowe fotografie. Każda z tych prac jest połączeniem starego czarno-białego zdjęcia  konkretnego miejsca w San Francisco w 1906 roku zrujnowanego wówczas przez trzęsienie ziemi i kolorowego współczesnego zdjęcia tego samego miejsca. Pierwsza część tej serii fotografii została opublikowana 1 października 2010 roku, natomiast druga część 17 sierpnia 2012 roku.

## Wykonanie prac
Shawn Clover zebrał najpierw stare fotografie, które uznał za potencjalnie użyteczne w niniejszym projekcie, niestety większość z nich ostatecznie się nie nadała, gdyż miejsca które przedstawiały za bardzo się zmieniły uniemożliwiając dokonanie efektownego fotomontażu. Po zakończeniu tej selekcji materiałów artysta musiał już tylko zadbać o dwie rzeczy: o to by ustawić się dokładnie w tym samym miejscu co autor historycznego zdjęcia oraz o ustawienia aparatu (ostrość, wielkość przesłony, ilość światła etc.).